# Marcela Skuherská
 (juin 2023).
Si vous disposez d'ouvrages ou d'articles de référence ou si vous connaissez des sites web de qualité traitant du thème abordé ici, merci de compléter l'article en donnant les références utiles à sa vérifiabilité et en les liant à la section « Notes et références ».
Marcela Skuherská (née le 14 février 1961, Přerov) est une joueuse de tennis tchécoslovaque, professionnelle dans les années 1980.
En 1983 et 1984, avec l'équipe tchécoslovaque, elle a décroché la Coupe de la Fédération face à la RFA en finale.
L'année suivante, elle a joué le 3e tour à Wimbledon (battue par Barbara Potter) : c'est sa meilleure performance en simple dans une épreuve du Grand Chelem.
Marcela Skuherská n'a remporté aucun tournoi WTA pendant sa carrière.

## Palmarès

### Titre en simple dames
Aucun

### Finale en simple dames
| No | Date       | Nom et lieu du tournoi        | Catégorie | Dotation | Surface         | Vainqueure       | Score    |          |
| -- | ---------- | ----------------------------- | --------- | -------- | --------------- | ---------------- | -------- | -------- |
| 1  | 28/02/1983 | Ginny of Nashville, Nashville |           | 50 000 $ | Moquette (int.) | Kathleen Horvath | 6-4, 6-3 | Parcours |

### Titre en double dames
| No | Date       | Nom et lieu du tournoi        | Catégorie   | Dotation | Surface         | Partenaire        | Finalistes                    | Score    |          |
| -- | ---------- | ----------------------------- | ----------- | -------- | --------------- | ----------------- | ----------------------------- | -------- | -------- |
| 1  | 09/01/1984 | Ginny of Pennsylvania Hershey | VS Tour C1+ | 50 000 $ | Moquette (int.) | Kateřina Skronská | Ann Henricksson Nancy Yeargin | 6-1, 6-3 | Parcours |

### Finales en double dames
| No | Date       | Nom et lieu du tournoi          | Catégorie  | Dotation  | Surface         | Vainqueures                           | Partenaire        | Score         |          |
| -- | ---------- | ------------------------------- | ---------- | --------- | --------------- | ------------------------------------- | ----------------- | ------------- | -------- |
| 1  | 25/01/1981 | Avon Futures of Roanoke Roanoke | Futures    | 30 000 $  | Moquette (int.) | Marcella Mesker Christiane Jolissaint | Kateřina Skronská | 6-1, 3-6, 6-1 | Parcours |
| 2  | 01/02/1982 | Avon Futures of Utah Ogden      | Futures    | 40 000 $  | Moquette (int.) | Catherine Tanvier Iva Budařová        | Yvona Brzáková    | 6-3, 6-2      | Parcours |
| 3  | 07/05/1984 | Swiss Open Lugano               | VS Tour C2 | 100 000 $ | Terre (ext.)    | Christiane Jolissaint Marcella Mesker | Iva Budařová      | 6-4, 6-3      | Parcours |
| 4  | 21/04/1986 | Wild Dunes Charleston           |            | 75 000 $  | Terre (ext.)    | Sandra Cecchini Sabrina Goleš         | Laura Arraya      | 4-6, 6-0, 6-3 | Parcours |

## Parcours en Grand Chelem

### En simple dames
| Année | Open d'Australie (janvier) | Open d'Australie (janvier) | Internationaux de France | Internationaux de France | Wimbledon       | Wimbledon       | US Open         | US Open        | Open d'Australie (décembre) | Open d'Australie (décembre) |
| ----- | -------------------------- | -------------------------- | ------------------------ | ------------------------ | --------------- | --------------- | --------------- | -------------- | --------------------------- | --------------------------- |
| 1982  | n/a                        | n/a                        | 2e tour (1/32)           | Bonnie Gadusek           | -               | -               | 1er tour (1/64) | Pam Shriver    | -                           | -                           |
| 1983  | n/a                        | n/a                        | 1er tour (1/64)          | Ann Henricksson          | 1er tour (1/64) | Duk-Hee Lee     | 2e tour (1/32)  | Wendy Turnbull | 1er tour (1/32)             | Wendy Turnbull              |
| 1984  | n/a                        | n/a                        | 2e tour (1/32)           | Catrin Jexell            | 3e tour (1/16)  | Barbara Potter  | 2e tour (1/32)  | Anne Minter    | -                           | -                           |
| 1985  | n/a                        | n/a                        | 1er tour (1/64)          | C. Tanvier               | 1er tour (1/64) | Lilian Drescher | 1er tour (1/64) | Annabel Croft  | -                           | -                           |
| 1986  | n/a                        | n/a                        | 1er tour (1/64)          | Elise Burgin             | -               | -               | -               | -              | n/a                         | n/a                         |

À droite du résultat, l’ultime adversaire.

### En double dames
| Année | Open d'Australie (janvier) | Open d'Australie (janvier) | Internationaux de France     | Internationaux de France   | Wimbledon                    | Wimbledon                | US Open                     | US Open                  | Open d'Australie (décembre)  | Open d'Australie (décembre) |
| ----- | -------------------------- | -------------------------- | ---------------------------- | -------------------------- | ---------------------------- | ------------------------ | --------------------------- | ------------------------ | ---------------------------- | --------------------------- |
| 1982  | n/a                        | n/a                        | 2e tour (1/16) Iva Budařová  | R. Fairbank Tanya Harford  | -                            | -                        | 2e tour (1/16) Iva Budařová | Kathy Jordan Anne Smith  | -                            | -                           |
| 1983  | n/a                        | n/a                        | 1er tour (1/32) Iva Budařová | Chris O'Neil Pam Whytcross | 2e tour (1/16) Iva Budařová  | Rosie Casals W. Turnbull | 2e tour (1/16) Iva Budařová | Rosie Casals W. Turnbull | 1er tour (1/16) Iva Budařová | Navrátilová Pam Shriver     |
| 1984  | n/a                        | n/a                        | 2e tour (1/16) Iva Budařová  | Kathy Jordan Anne Smith    | 1er tour (1/32) Iva Budařová | Leslie Allen Anne White  | 2e tour (1/16) Iva Budařová | C. Bassett A. Temesvári  | -                            | -                           |
| 1985  | n/a                        | n/a                        | 2e tour (1/16) Iva Budařová  | Penny Barg A. Villagrán    | 2e tour (1/16) Iva Budařová  | V. Ruzici A. Temesvári   | 2e tour (1/16) Iva Budařová | C. Bassett Chris Evert   | -                            | -                           |
| 1986  | n/a                        | n/a                        | 3e tour (1/8) Iva Budařová   | H. Mandlíková W. Turnbull  | 1er tour (1/32) Iva Budařová | A. Betzner M. Gurney     | 2e tour (1/16) Iva Budařová | A. Holíková R. Maršíková | n/a                          | n/a                         |

Sous le résultat, la partenaire ; à droite, l’ultime équipe adverse.

### En double mixte
N'a jamais participé à un tableau final.

## Parcours en Coupe de la Fédération
| #                                                                               | Date       | Lieu      | Surface      | Gagnante(s)                    | Perdante(s)                         | Score         |          |
|                                                                                 |            |           |              |                                |                                     |               |          |
| 1983 - 1er tour (groupe mondial) - Tchécoslovaquie - Pérou - 3 : 0              |            |           |              |                                |                                     |               |          |
| 1                                                                               | 18/07/1983 | Zurich    | Terre (ext.) | Iva Budařová Marcela Skuherská | Laura Arraya Pilar Vásquez          | 7-6, 6-3      | Parcours |
|                                                                                 |            |           |              |                                |                                     |               |          |
| 1983 - Finale (groupe mondial) - Tchécoslovaquie - Allemagne de l'Ouest - 2 : 1 |            |           |              |                                |                                     |               |          |
| 2                                                                               | 17/07/1983 | Zurich    | Terre (ext.) | Claudia Kohde-Kilsch Eva Pfaff | Iva Budařová Marcela Skuherská      | 3-6, 6-2, 6-1 | Parcours |
|                                                                                 |            |           |              |                                |                                     |               |          |
| 1984 - 1er tour (groupe mondial) - Venezuela - Tchécoslovaquie - 0 : 3          |            |           |              |                                |                                     |               |          |
| 3                                                                               | 16/07/1984 | São Paulo | Terre (ext.) | Iva Budařová Marcela Skuherská | Claudia Borgiani Stefania Sernaglia | 6-1, 6-0      | Parcours |
|                                                                                 |            |           |              |                                |                                     |               |          |
| 1984 - 2e tour (groupe mondial) - Grèce - Tchécoslovaquie - 0 : 3               |            |           |              |                                |                                     |               |          |
| 4                                                                               | 16/07/1984 | São Paulo | Terre (ext.) | Iva Budařová Marcela Skuherská | A. Kanellopoúlou Olga Tsarbopoulou  | 7-5, 6-3      | Parcours |
|                                                                                 |            |           |              |                                |                                     |               |          |
| 1984 - 1/4 de finale (groupe mondial) - France - Tchécoslovaquie - 0 : 3        |            |           |              |                                |                                     |               |          |
| 5                                                                               | 16/07/1984 | São Paulo | Terre (ext.) | Iva Budařová Marcela Skuherská | Catherine Suire Catherine Tanvier   | 4-6, 6-1, 6-3 | Parcours |
|                                                                                 |            |           |              |                                |                                     |               |          |
| 1984 - 1/2 finale (groupe mondial) - Yougoslavie - Tchécoslovaquie - 0 : 3      |            |           |              |                                |                                     |               |          |
| 6                                                                               | 16/07/1984 | São Paulo | Terre (ext.) | Iva Budařová Marcela Skuherská | Mima Jaušovec Renata Sasak          | 6-4, 4-6, 6-4 | Parcours |

## Classements WTA

### Classements en simple en fin de saison
| Année | 1986 |
| Rang  | 215  |

Source : (en) « Classements de Marcela Skuherská », sur le site officiel du WTA Tour

### Classements en double en fin de saison
| Année | 1986 |
| Rang  | 52   |

Source : (en) « Classements de Marcela Skuherská », sur le site officiel du WTA Tour